# Confederación Hidrográfica del Segura

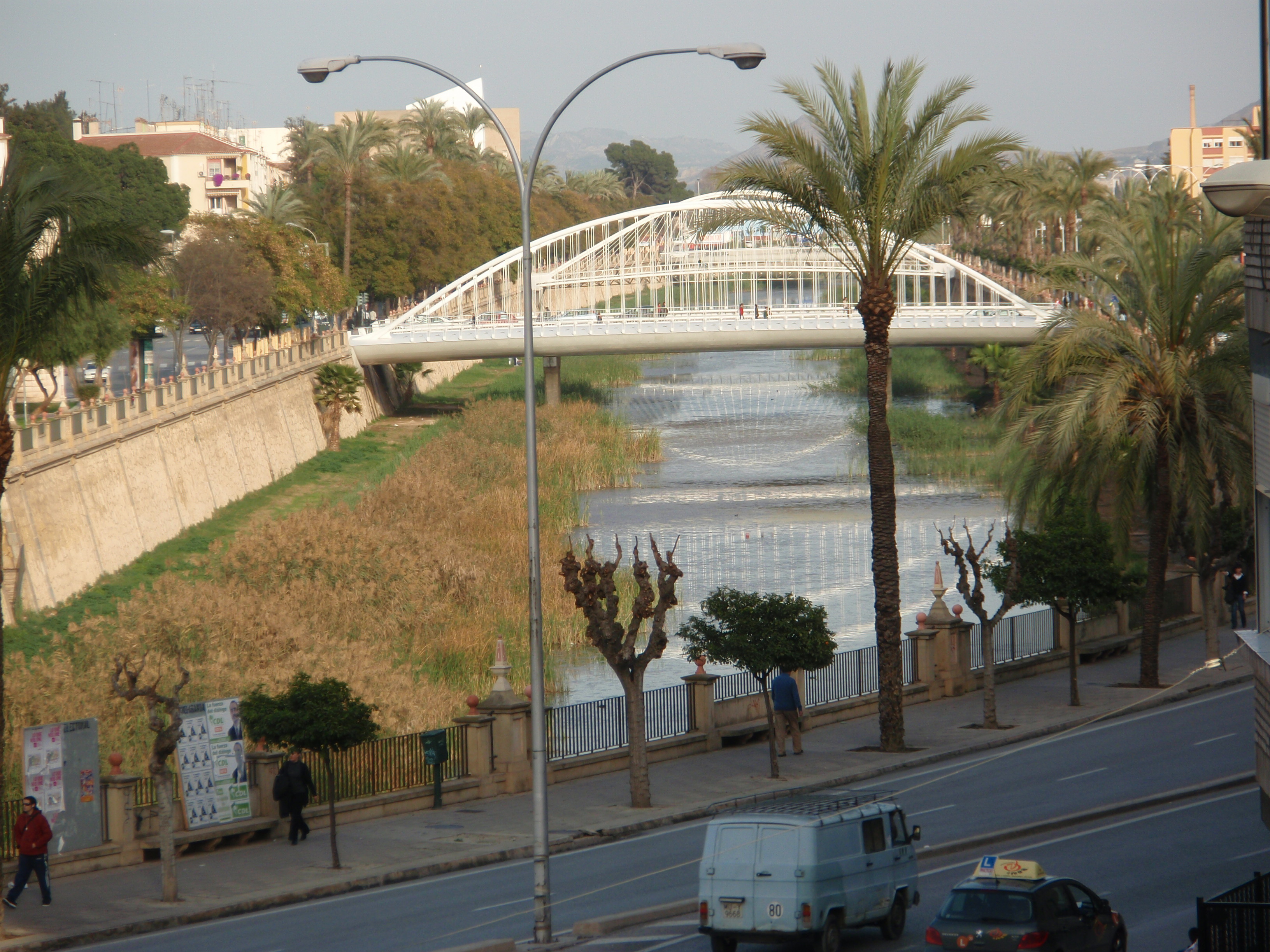
Río Segura a su paso por la ciudad de Murcia.

La Confederación Hidrográfica del Segura o CHS es el organismo de gestión, regulador y mantenedor de las aguas, riegos y acciones de la cuenca del Segura y de los afluentes del río homónimo. Fue creada el 4 de diciembre de 1927 Tiene su sede en el Palacio Fontes en la ciudad de Murcia, España.

## Generalidades
Es un organismo autónomo dependiente del Ministerio para la Transición Ecológica y el Reto Demográfico. Las funciones de dicho organismo están reguladas en el artículo 25 del Real Decreto 927/1988, que aprueba el Reglamento de la Administración Pública del Agua y de la Planificación Hidrológica.
Estas funciones son las siguientes:
- La elaboración del plan hidrológico de cuenca, así como su seguimiento y revisión.
- La administración y control del dominio público hidráulico.
- La administración y control de los aprovechamientos de interés general o que afecten a más de una Comunidad Autónoma.
- El proyecto, la construcción y explotación de las obras realizadas con cargo a los fondos propios del Organismo, y las que les sean encomendadas por el Estado.
- Las que se deriven de los convenios con comunidades autónomas, corporaciones locales y otras entidades públicas o privadas, o de los suscritos con los particulares.

## Ámbito territorial
La demarcación hidrográfica del Segura se localiza en el sureste de la península ibérica y ocupa una superficie aproximada de 20.234 km² (19.025 km², si se tiene solo en cuenta la parte continental, excluyendo las aguas costeras).
Dicha superficie engloba 132 municipios, cuyos territorios se encuentran repartidos entre cuatro comunidades autónomas españolas, Región de Murcia, Andalucía (provincias de Jaén, Granada y Almería), Castilla-La Mancha (provincia de Albacete) y Comunidad Valenciana (provincia de Alicante), estimándose una población superior a los 2 millones de habitantes.
Concretamente, el ámbito de la demarcación hidrográfica del Segura se encuentra definido en el artículo 2.2 del Real Decreto 125/2007, de 2 de febrero, por el que se fija el ámbito territorial de las demarcaciones hidrográficas:
“comprende el territorio de las cuencas hidrográficas que vierten al mar Mediterráneo entre la desembocadura del río Almanzora y la margen izquierda de la Gola del Segura en su desembocadura, incluidas sus aguas de transición; además la subcuenca hidrográfica de la Rambla de Canales y las cuencas endorreicas de Yecla y Corral Rubio. Las aguas costeras tienen como límite sur la línea con orientación 122º que pasa por el Puntazo de los Ratones, al norte de la desembocadura del río Almanzora, y como límite norte la línea con orientación 100º que pasa por el límite costero entre los términos municipales de Elche y Guardamar del Segura”.

## Demografía
El número de habitantes en la Demarcación Hidrográfica del Segura ha experimentado un crecimiento durante los últimos años, alcanzando una población de 1.951.006 habitantes en el año 2016, distribuida entre las diferentes comunidades autónomas cuyo territorio forma parte de la demarcación.

## Marco físico
Encuadre físico:
La demarcación del Segura se encuentra casi en su totalidad dentro del dominio geológico de las Cordilleras Béticas. Solo en su parte norte se encuentran materiales de la cobertera tabular que ocultan los terrenos más antiguos del zócalo herciniano de la Meseta, los cuales constituyen, a su vez, la base del conjunto Bético. Las Cordilleras Béticas corresponden al conjunto de la cadena montañosa generada por plegamiento alpino que se extiende a través de Andalucía, Murcia y Sur de Valencia.
Topográficamente la demarcación del Segura es un territorio de una gran variedad orográfica, distinguiendo las zonas de cabecera con montañas con cotas máximas por encima de los 2.000 m y las zonas cercanas a la costa con extensas llanuras.
Hidrogeológicamente esta complejidad da lugar a la existencia de numerosos acuíferos de mediana y pequeña extensión, con estructuras geológicas frecuentemente complejas y atormentadas que contribuyen apreciablemente al sostenimiento de los caudales naturales de los ríos.
Características climáticas:
En líneas generales, el clima predominantemente en la demarcación hidrográfica del Segura corresponde al mediterráneo, con unas tipologías particulares en las diferentes zonas que lo conforman.
Concretamente, la mitad de la demarcación hidrográfica del Segura, que va desde la cabecera del río Guadalentín pasando por las sierras del noroeste, continuando por Corral-Rubio, para bajar por Yecla hasta la Sierra del Carche, presentan un clima mediterráneo templado.
El clima mediterráneo continental ocupa dos zonas bien diferenciadas y próximas. La primera se localiza en el río Turrilla, sur de la Sierra de Ponce o Cambrón y cabecera del río Pliego. La segunda zona, partiendo desde el embalse de la Cierva, pasa por la parte baja del arroyo de las Murtas, la mitad de la rambla del Judío, Fortuna y el azud de Ojós.
El tipo climático mediterráneo subtropical es el segundo en cuanto a extensión, abarcando desde los límites de los anteriores hasta el litoral, exceptuando una franja que va desde los alrededores de Águilas, hasta Cabo Tiñoso, pasando por Mazarrón, que corresponde al clima mediterráneo semiárido subtropical.
La precipitación media anual en la demarcación es de unos 382 mm, según la serie de recursos histórica (1940/41-2005/06) y de 362 mm según la serie corta (1980/81-2005/06), caracterizada por un régimen de precipitaciones con grandes desequilibrios espaciotemporales y un claro contraste entre las zonas de cabecera: Mundo y Segura hasta su confluencia, y las partes medias y bajas de la cuenca: Vegas y zonas costeras.
La evapotranspiración potencial media es del orden de 700 mm y una evapotranspiración real media estimada en 328 mm, para la serie histórica. La escorrentía media total es del orden del 13% de la precipitación media total (serie histórica), siendo la más baja de la península.

## Medio biótico
Flora:
La vegetación de la demarcación del Segura, pese a su aparente escasez de especies, es muy rica en taxones, existiendo desde especies adaptadas a condiciones de extrema sequedad a otras propias de alta montaña. Esta variabilidad, tanto climática, orográfica, como litológica, hace que la cuenca del Segura presente una gran variedad de especies y hábitats diversos.
La vegetación que se encuentra en la Confederación Hidrográfica del Segura podría clasificarse en las siguientes zonas:
Altiplano: (Jumilla, Yecla parte sur de Albacete): En líneas generales en las solanas montañosas y pedregales aparecen espartizales o matorrales-espartizales. Los pinos carrascos son más abundantes en las umbrías, pudiendo aparecer en algunas zonas de solana. En determinadas sierras, como la Sierra de Salinas y del Carche aparecen masas de pinares junto con algunos quejigos. En esta última sierra está presente uno de los encinares mejor conservados de la Región de Murcia. 
En la Rambla de Tobarrillas destaca la Olmeda; en la Sierra Larga, se encuentra unas formaciones amplias de pinares, y en la Sierra del Serral y el Monte de Santa Ana, aparecen zonas óptimas para el lentisco. Los terrenos agrícolas están destinas a viñedos, almendros y cereales.
Zona Centro-Oeste: (parte occidental de Lorca y Puerto Lumbreras): presenta amplias zonas con cultivos de secano y pastizales, matorrales y espartizales, con algunos pinares en las Sierras del Gigante y del Almirez; los cultivos de regadío aparecen en la vega del Río Guadalentín.
Zona oriental: (Cartagena, La Unión, Mazarrón, Águilas, Pulpí y parte de Alicante): predominan los ecosistemas acuáticos: humedales, lagunas salobres, saladares y salinas, con especies como Limonium, Caralluma, Periploca, Maytenus, y Chamaerops, así como el endemismo Tetraclinis articulata. 
En el Parque Regional de Calblanque, Monte de las Cenizas y Peña del Águila hay que mencionar los pinares del Monte de las Cenizas, así como los acebuches.
Centro-Este: destaca el palmito en Ricote, Ojós y Blanca; el brezo en la Sierra Cantón; el taray en la Rambla del Ajauque y vegetación rupícola en el Cañón de Almadenes. 
En la Sierra de la Pila destacan pinares, sabinares y carrascales con endemismos como Anagallis tenella. En la Sierra de Ricote aparecen formaciones de chaparrales con lentisco y espino negro. En la Sierra de Carrascoy aparece el encinar mediterráneo húmedo mejor conservado de Murcia. En el Majal Blanco aparecen algunos alcornoques, y hacia la Sierra de la Cresta del Gallo hay amplias zonas con pinares, palmito, lentisco, esparto, tomillo y romero. 
En las ramblas se pueden apreciar el mirto, adelfa, carrizo, almez y olmo, así como matorral alto de coscoja y lentisco, matorrales bajo de escobilla y ajenjo en las partes bajas.
Zona Centro: hay que mencionar la presencia de quejigos y carrascales en la Sierra de Pedro Ponce-Cambrón, junto a pinares con lentisco y coscoja. En Totana aparece el palmito. En Sierra Espuña se pueden ver rodales con quejigo, sabina mora, arce y madroño, con Caralluma europaea en las partes bajas y orquídeas en las partes altas.
Zona Noroeste: se caracteriza por la presencia de carrascales (encinares), pinos carrasco y sabinares. En particular, aparece el pino laricio en la Sierra de la Muela; el quejigo en las umbrías de Sierra Revolcadores y el Nevazo; la Caralluma munbyana en Caravaca; la sabina mora en las sierras de Revolcadores, Mojantes, Gavilán y la Muela; la especie endémica Sarcocapnos baetica en Benizar, Sierra de la Muela y Pliego; encinares bien conservados en Los Odres, Cañada de la Cruz y el Puntal de la Covacha.; sabina albar (Juniperus thurifera) en las Sierras de Moratalla formando bosques en las proximidades de El Sabinar, La Zarza y el Calar de la Santa.
Cabecera de la cuenca del Segura: existen extensos bosques de pino laricio, en las cotas altas, así como negral y carrasco en las demás cotas. Hay endemismos importantes como la "Violeta de Cazorla", la Hormatofila, el Geranio de Cazorla, Aquilegia Cazorlensis, Narcissus Longispatus. En zonas restringidas hay acebos, y muy diseminados por todo el parque encontramos tejos. Ambas especies están muy protegidas por el peligro de extinción. En el norte de Sierra Segura encontramos magníficos quejigales y melojos o rebollos. Es muy importante destacar que en la Sierra de Segura, existe una planta carnívora, única en el mundo, la "Pinguicola Vallisneriifolia".
Comarca del Mar Menor: con ecosistemas acuáticos fundamentalmente, aparecen Maytenus senegalensis, Periploca angustifolia en zonas costeras, y Caralluma europaea en San Javier.
Centrándonos en la vegetación asociada a cursos de agua hay que destacar la gran variabilidad de esta, debido a los distintos regímenes de los cursos de agua de la cuenca, existiendo desde tramos de río (principalmente el Segura y el Mundo) con abundante caudal prácticamente todo el año, a ramblas donde solo ocasionalmente circula el agua.
Vegetación característica de la ribera del río Segura: en estos cursos permanentes destacan diversas especies de sauces (Salix sp), chopos (Populus sp.) y olmedas (Ulmus minor), estando representadas en los cursos o permanentes especies como los tarays (Tamarix sp.) y las adelfas (Nerium oleander). Los macrófitos más comunes son las eneas (Typha domingensis), el cañizo (Phragmites australis) y los juncos (Juncus sp.).
Fauna:
En la sierra del Segura existen numerosas especies endémicas, entre las que destaca la lagartija de Valverde, especie que solo se encuentra en las Sierra de Cazorla y Segura.
En cuanto a la vida piscícola es muy variable según los tramos fluviales. En los tramos altos, especialmente de los cauces del río Segura y Mundo, se encuentran especies salmónidas, muy exigentes en la calidad de las aguas, destacando la trucha común, mermada por la introducción de la trucha arco iris.
Pero la mayor parte de los cauces de la demarcación del Segura, aquellos con menor caudal o mayor temperatura, están poblados por especies de ciprínidos como cachos y barbos.
Aparte de estas poblaciones se encuentran presentes también varias especies exóticas que por su aprovechamiento para la práctica de la pesca deportiva se han introducido en el ecosistema y suponen una amenaza para la fauna autóctona. Entre ellas podemos destacar el lucio, el black-bass, la lucioperca, el percasol, el pez-gato, así como el cangrejo americano, que ha conseguido diezmar la población del cangrejo autóctono.
También es interesante resaltar la presencia del fartet, especie que habita en aguas de transición y costeras, y que actualmente se encuentra en grave riesgo de extinción.
Los humedales no han sido considerados de forma general como masas de agua, salvo que la superficie de agua cumpla los criterios expuestos para su clasificación como masa de agua tipo lago. Nótese que la no consideración de los humedales como masas de agua en la presente propuesta de Plan Hidrológico no significa su desprotección bajo la DMA, ya que se han incorporado al registro de zonas protegidas.
Medio marino:
En cuanto al medio marino y litoral hay que destacar que favorecido por su situación geográfica, heterogeneidad paisajística y hábitats, los fondos marinos de la Confederación Hidrográfica del Segura acogen a una gran diversidad de organismos. Esta zona se caracteriza por una gran riqueza en bentos (conjunto de organismos vegetales y animales que vive en estrecha relación con los fondos marinos).
Cabe destacar la existencia de importantes praderas de Posidonia Oceánica. La instalación de esta especie sobre un fondo arenoso hace que un sustrato inestable se transforme en uno estructurado, donde un mayor número de especies encuentran lugar de fijación, refugio y alimento. Esta especie se encuentra seriamente amenazada en el Mediterráneo, debido a su gran sensibilidad a la contaminación antropogénica debida a la contaminación de las aguas como a las obras costeras.
Los fondos marinos de la Confederación Hidrográfica del Segura pueden dividirse en dos grandes grupos: los fondos rocosos y los fondos blandos. En los primeros predominan las especies epibentónicas.
En aguas poco profundas dominan las especies algales y en aguas profundas las especies animales. En los fondos blandos existen pocos organismos epibiontes y gran número de organismos endobiontes, con un reducido número de especies vegetales que puedan fijarse y estabilizar el sustrato. Los fondos de grano grueso son pobres en materia orgánica y bacterias y ricos en organismos intersticiales. Los fondos de grano fino son ricos en materia orgánica y pobres en organismos intersticiales.
Las especies más destacadas presentes en las zonas de la Confederación Hidrográfica del Segura son algunos tipos de algas como la Cystoseira Zosteroides o el Phymatolithon Calcareum. Además de la Posidonia oceánica destacan algunas plantas fanerógamas como la Zostera Noltii. Existe una amplia variedad de equinodermos como el erizo común, muy abundante en las zonas rocosas y en las praderas de posidonia. La variedad de peces existente es muy extensa, destacando el mero y la anguila.
También es interesante resaltar la presencia del fartet, especie que habita en aguas de transición costeras, y que actualmente se encuentra en grave riesgo de extinción.

## Zonas protegidas
En función de la base normativa aplicable a las diferentes categorías de zonas protegidas, éstas son designadas y controladas por diferentes administraciones (autoridades competentes) y para algunas es el propio Plan Hidrológico el que las designa.
En el Plan Hidrológico de Cuenca, se resume la normativa relacionada con la designación de los diferentes tipos de zonas protegidas presentes en la demarcación, a través de la tabla siguiente:

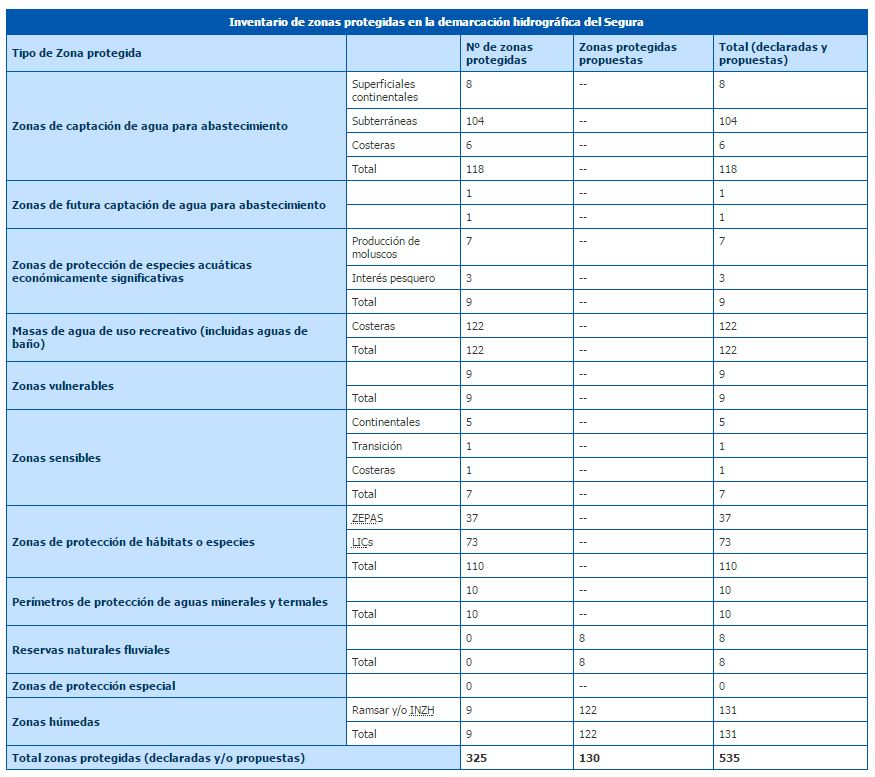
Inventario de zonas protegidas en la demarcación hidrográfica del Segura

De acuerdo con la normativa expuesta en la tabla anterior, el Plan Hidrológico de la Demarcación del Segura 2015-2021 distingue las siguientes zonas protegidas en la Demarcación Hidrográfica del Segura:

## Red fluvial
La red de drenaje localizada en el territorio de la demarcación del Segura está formada por el río Segura, como único río principal y el conjunto de sus afluentes, junto con las grandes divisorias fluviales y sus principales cumbres. El resto de los cauces son ramblas efímeras directas al mar con una respuesta hidrológica muy irregular condicionada por los aguaceros sobre sus cuencas vertientes.
La generación principal de recursos hídricos se concentra en la cabecera de la cuenca (ríos Segura y Mundo hasta su confluencia). Aguas abajo de esta confluencia los cauces de la margen izquierda son, en general, ramblas sin aportaciones permanentes y con un marcado carácter torrencial (ramblas del Judío, Moro, etc.); mientras que, los de la margen derecha son, en general, ríos permanentes (Moratalla, Argos, Quípar, Mula, Guadalentín) con caudales exiguos.

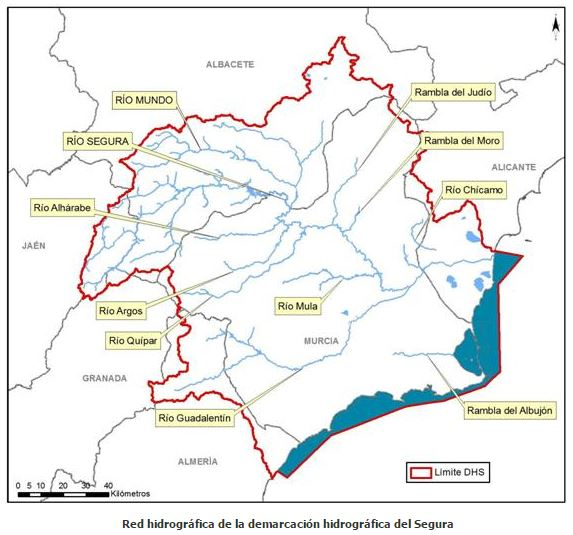
Red hidrográfica de la demarcación hidrográfica del Segura